# Ahmed Khan
Ahmed Khan   (1 de novembre de 1912 - 13 de març de 1967) fou un jugador d'hoquei sobre herba indi que va competir durant la dècada de 1930. Era el pare del també jugador d'hoquei sobre herba Aslam Sher Khan.
El 1936 va prendre part en els Jocs Olímpics d'Estiu de Berlín, on guanyà la medalla d'or en la competició d'hoquei sobre herba.